# Tục ngữ
Tục ngữ là những câu nói dân gian ngắn gọn, ổn định, có nhịp điệu, hình ảnh, thể hiện những kinh nghiệm của nhân dân về mọi mặt (tự nhiên, lao động sản xuất, xã hội), được nhân dân vận dụng vào đời sống, suy nghĩ và lời ăn tiếng nói hằng ngày. Cũng là 1 thể loại của văn học dân gian.
Nội dung tục ngữ thường phản ánh những kinh nghiệm về lao động sản xuất, ghi nhận các hiện tượng lịch sử xã hội loài người , hoặc thể hiện triết lý dân gian của dân tộc.
Tục ngữ được hình thành từ cuộc sống thực tiễn, trong đời sống sản xuất và đấu tranh của nhân dân, do nhân dân sáng tác; ý đẹp hoặc từ sự vay mượn nước ngoài.
Giữa hình thức và nội dung, tục ngữ có sự gắn bó chặt chẽ, một câu tục ngữ thường có hai nghĩa: nghĩa đen và nghĩa bóng. Tục ngữ có tính chất đúc kết, khái quát hóa những nhận xét cụ thể thành những phương châm, chân lý. Hình tượng của tục ngữ là hình tượng ngữ ngôn được xây dựng từ những biện pháp so sánh, nhân hóa, ẩn dụ...
Đa số tục ngữ đều có vần, gồm hai loại: vần liền và vần cách. Các kiểu ngắt nhịp: trên yếu tố vần, trên cơ sở vế, trên cơ sở đối ý, theo tổ chức ngôn ngữ thơ ca... Sự hòa đối là yếu tố tạo sự cân đối, nhịp nhàng, kiến trúc vững chắc cho tục ngữ. Hình thức đối: đối thanh, đối ý. Tục ngữ có thể có 1 vế, chứa 1 phán đoán, nhưng cũng có thể có thể gồm nhiều vế, chứa nhiều phán đoán.
Các kiểu suy luận: liên hệ tương đồng, liên hệ không tương đồng, liên hệ tương phản, đối lập, liên hệ phụ thuộc hoặc liên hệ nhân quả.

## Từ nguyên
Chữ tượng hình 俗語.